# Szkoła podoficerska
Szkoła podoficerska – szkoła wojskowa kształcąca podoficerów na potrzeby Sił Zbrojnych Rzeczypospolitej Polskiej.
Rozróżnia się podoficerskie szkoły zawodowe (PSZ) i szkoły podoficerów służby zasadniczej. W Wojsku Polskim słuchacze szkół podoficerskich nosili tytuł elewa (fr. élève – uczeń). Od 1 stycznia 2010 otrzymują tytuł kadeta.

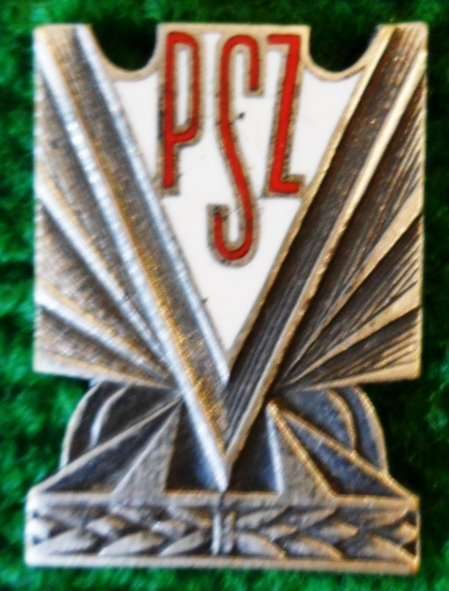
Odznaka noszona przez absolwentów Podoficerskiej Szkoły Zawodowej

## Polskie szkoły podoficerskie

### Istniejące
- Szkoła Podoficerska Wojsk Lądowych w Poznaniu,
- Szkoła Podoficerska Żandarmerii Wojskowej w Mińsku Mazowieckim,
- Szkoła Podoficerska Sił Powietrznych w Dęblinie,
- Szkoła Podoficerska SONDA w Zegrzu,
- Szkoła Podoficerska Marynarki Wojennej w Ustce,
- Szkoła Podoficerska Logistyki w Grupie.

### Nieistniejące

#### Przedwojenne
- Szkoła Podoficerska Polskiej Organizacji Wojskowej w Radomiu,
- Szkoła Podoficerów Zawodowych Służby Weterynaryjnej w Warszawie,
- Podoficerska Szkoła Łączności w Krasnymstawie,

#### Powojenne
- Szkoła Podoficerska Wojsk Lądowych w Toruniu,
- Szkoła Podoficerska Wojsk Lądowych we Wrocławiu,
- Szkoła Podoficerska Sił Powietrznych w Koszalinie,
- Szkoła Podoficerska Służb Medycznych w Łodzi.